# De ekster op de galg (stripverhaal)

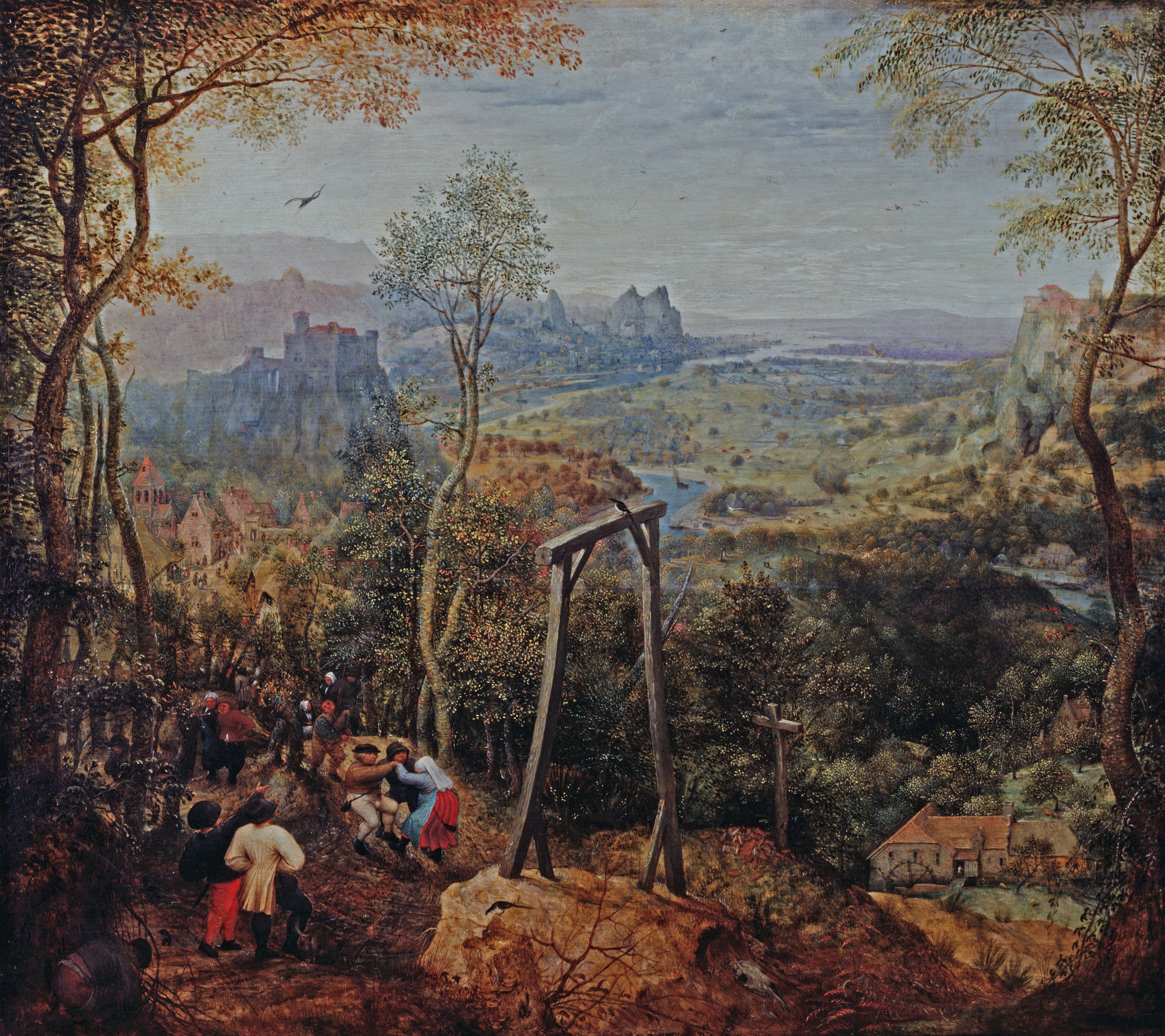
De ekster op de galg van Pieter Bruegel de Oude

De ekster op de galg is het tweede stripverhaal uit de reeks van De Geuzen. Het is geschreven door Willy Vandersteen en verscheen in 1986.

## Personages
In dit verhaal spelen de volgende personages mee:
- Carolus, Boelkin, Tamme, Veerle, Hannes, Witte Weerlicht (paard), Toffel (omroeper), sprekende ekster en zijn geliefde, man, boeren, jagers, Johan Rattenbol (baljuw), Alexis Kollenbie, spion, struikrovers, koetsier, Dostranamus, Alwina, Knullus, zeven deugden (de naakten kleden, de hongerigen spijzen, vreemdelingen herbergen, zieken bezoeken, gevangenen verlossen, doden begraven, de dorstigen laven), bevolking Schalkendael, bode, huurmoordenaar, hertog van Alva, generaal Sangria de Pajella, heraut, Willem van Oranje, Duitse huurlingen, konvooi, geuzen.

## Locaties
Dit verhaal speelt zich af op de volgende locaties:
- Bierbeke, Schalkendael, wallen, raadhuis, klokkenhoeve van Carolus, beukenbos, watermolen, huis, tovertuin en laboratorium van Dostranamus, kasteel in Beekheem.

## Het verhaal
Het verhaal begint met een afbeelding naar het schilderij 'De ekster op de galg' van Pieter Bruegel de Oude. Bruegel bedoelde met de ekster waarschijnlijk de roddelpraatjes die iemand het leven konden kosten, de roddelaar verwees hij naar de galg.
De Spanjaarden zijn verjaagd en Boelkin vraagt zich af of de rust zal blijven. Carolus vraagt zich af hoe de hertog van Alva zal reageren. Tamme vertelt dat de beer uit het beukenwoud opnieuw een schaap heeft verscheurd en Carolus gaat in een harnas op jacht. Veerle rijdt op Weerlicht naar het bos en ziet het gevecht tussen de beer en haar vader, waarbij haar vader wint. Veerle rijdt naar de watermolen en wacht op Hannes. Ze ziet Toffel met een ekster in een kooi, maar wordt gezien. Toffel grijpt haar, maar Hannes verslaat Toffel. Een andere man pakt de kooi met de ekster en schiet Toffel neer. Hannes achtervolgt de schutter en Toffel vertelt dat de ekster een geheime boodschap voor Alva kan opdissen. Dit zal de ondergang van Schalkendael zijn. Hannes zorgt ervoor dat de onbekende man van zijn paard valt en de kooi laat vallen. Hannes hoort dat de ekster spreken kan, maar de vogel vliegt weg voor hij kan vertellen wat de plannen van Toffel waren.
Veerle vertelt dat Toffel dood is en Hannes zal de geuzen waarschuwen, zodat ze hem kunnen begraven. Dan hoort Hannes dat de ekster een geheim bericht voor de hertog van Alva heeft geleerd. Hij vertelt dat hij met de troepen van de prins in Holland is geweest. Ze hebben de gruwelen van de oorlog leren kennen toen ze een hinderlaag legden voor een Spaans konvooi. Er zijn vele doden en gewonden gevallen, de geuzen behaalden de overwinning. Er werden vele krijgsgevangenen gemaakt. Uit wraak vielen de Spaanse soldaten het eerste dorp op hun weg aan en hebben de bevolking gedood. De Geuzen hebben, ondanks de prins die de oorlogswetten eerbiedigt, de Spaanse gevangenen afgeslacht. Dan vertrekt Hannes om boeren en jagers te vragen de ekster levend te vangen. Enkele dagen later hoort Veerle van Tamme dat de ekster nog niet is gevangen. Ze schrijft een briefje voor Hannes, die de volgende dag zal zingen op een bruiloft. Ze wil hem daarna ontmoeten in het bos.
Johan Rattenbol en Alexis Kollenbie keren terug uit Engeland en horen van een spion over de gebeurtenissen in Schalkendael. Ze vragen zich af hoe ze hun voordeel kunnen doen uit het feit dat de hertog van Alva iets tegen Schalkendael beraamt. De volgende dag treden Tamme en Hannes op bij een boerenbruiloft. Tamme wil de bruid kussen, maar de bruidegom voorkomt dit. Hannes vertrekt om Veerle te ontmoeten, maar ziet hoe struikrovers de koets van Alexis aanvallen. Hij verslaat de struikrovers, maar Alexis geeft de koetsier geld om Hannes neer te slaan. Als Veerle nadert, kust Alexis de bewustelozen Hannes. Veerle vlucht huilend weg, het plan van Alexis is gelukt. Hannes wordt later wakker door een regenbui en is alleen. Veerle komt in de buurt van het huis van Dostranamus en Knullus wijst de magiër op zijn kristallen bol.
In de kristallen bol ziet Dostranamus Veerle, ze ligt bewusteloos in de regen. Knullus haalt haar en Veerle vertelt Alwina wat er is gebeurd. Dostranamus maakt een liefdeselixir en geeft dit, samen met een mislukt brouwsel, aan Knullus. Knullus drinkt echter het liefdeselixir op en geeft de andere kruik aan Veerle. Veerle drinkt van de kruik en Alwina vertelt dat Hannes hier ook van moet drinken. Veerle valt in slaap en droomt over Hannes, die door Alexis wordt meegesleurd naar een onwezenlijke ruimte gevuld met monsters. Dostranamus ontdekt dan dat Knullus de foute kruik heeft gegeven en biedt aan een nieuw elixir te maken. Veerle vertelt dat ze Hannes niet hoeft als hij een liefdeselixir nodig heeft om van haar te houden. Knullus vermaakt zich ondertussen met de elfjes in de tovertuin. Hij laat zijn hart daar achter.
Veerle loopt terug naar huis en wordt door wolven aangevallen. Hannes verslaat de dieren en vraagt waarom Veerle niet op de afspraak gekomen is. Veerle geeft hem een oorveeg en zegt dat ze hem nooit weer wil zien. Dan komt de ekster naar Hannes en vertelt dat de koetsier hem heeft neergeslagen, waarna Alexis hem kuste. Hannes loopt Veerle achterna en legt de situatie uit. Alwina ziet het paar en nodigt hen uit, Dostranamus heeft een nieuwe uitvinding klaar voor haar verjaardag. Het blijkt een stofzuiger te zijn, maar deze slaat op hol en zuigt veel dingen op. Dostranamus knutselt verder en Alwina kijkt met Hannes en Veerle naar de laatste prent van Pieter Bruegel. De Hoop staat in een woeste zee vol gevaren, drenkelingen hopen op redding en een zwangere vrouw op een goede bevalling. 

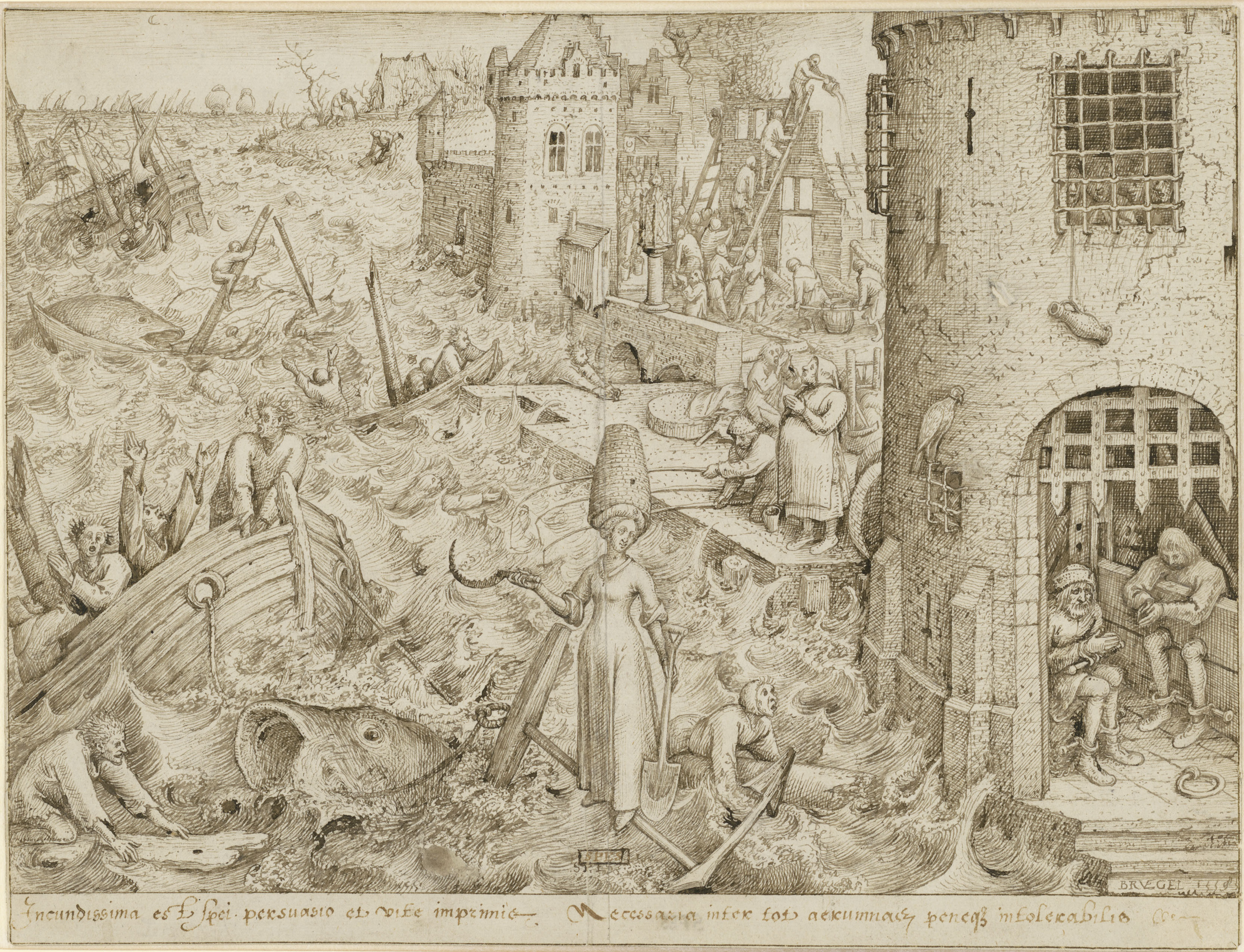
Hoop van Pieter Bruegel de Oude

Alwina vraagt Knullus om een kruikje wijn, maar hij denkt aan de elfjes en struikelt. De wijn stort over de krachtbron van de T.V. (Tekening Verwerker) en de bijenkorf van de Hoop krijgt vaste vorm. Er rolt een gouden hart uit en als dit openbarst, verschijnen zeven figuurtjes. De figuurtjes vertellen dat ze uit de schemerzone komen, de goede fee Inspiratie stopte hen in de bijenkorf die op het hoofd van Hoop staat. Ze zijn de zeven deugden en weten in welke ellende de Dulle Griet en de zeven hoofdzonden hen hebben gestort. Ze beloven hen altijd bij te staan en zwermen uit. Tijdens een feest in Bierbeke geven ze een vrouw te eten, maar deze blijkt later juist een dieet te volgen.
Hannes en Veerle duiken een hooiberg in tijdens het feest, maar dan ziet Hannes de ekster vliegen. Tamme heeft een val gezet en vangt de ekster. Tamme bindt het dier vast aan een stok en geeft het wijn, maar de vogel ontsnapt door een list. Hannes achtervolgt de ekster en komt in de tovertuin van Dostranamus. De elfjes bieden aan hem aan te wijzen waar de ekster vaak kwam voor hij door Toffel werd gevangen. Veerle komt op het galgenveld en ziet Hannes hangen. Hij vertelt dat de ekster hier zal komen als er iemand aan hangt, hij heeft het touw onder zijn armen gebonden. De ekster ontmoet zijn liefje en Hannes luistert het gesprek van hen af. Alva wil zijn leger in één nacht van Brussel naar Schalkendael laten oprukken. De ekster moest Alva de getalsterkte van de geuzen, hun bewapening en opslagplaatsen van buskruit meedelen, maar weigert dit. De eksters vliegen weg en Hannes vertrekt naar Schalkendael, waar hij de stormklok laat luiden. Hij vertelt het verhaal en zegt dat hij al een bode naar de prins heeft gezonden.
Johan Rattenbol heeft echter een huurmoordenaar ingehuurd en deze schakelt de bode uit en waarschuwt Alva in Brussel. De hertog ontbiedt generaal Sangria de Pajella en wil dat het leger uitrukt. De mannen wachten echter op hun soldij en hierdoor kunnen de Geuzen de stad in staat van paraatheid brengen. De baljuw gaat met Alexis naar haar huis, waar een geheime gang is die tot buiten de stadswallen leidt. Ze vermommen zich als zwervende leurders en laten een boodschap achter. Ze vertellen dat ze geld zoeken om het beleg af te kopen. Als Carolus, Boelkin en Veerle willen vertrekken naar de stad om bescherming te zoeken, vallen de Spanjaarden de hoeve binnen. Generaal Sangria de Pajella wil zijn hoofdkwartier hier vestigen en de familie moet hen dienen. Hij houdt Veerle gevangen om verzet tegen te gaan.
De Spanjaarden slaan hun tenten op en graven schansen. Ze brengen zwaar geschut in stelling en Hannes vraagt zich af hoe Veerle en haar ouders eraan toe zijn. Een heraut roept om dat een overgave wordt geëist, maar Hannes zegt dat de stad tot de laatste man verdedigd zal worden. De zeven deugden proberen de geuzen te helpen, maar dan begint de beschieting van de stad. De bevolking vlucht kelders in en gewonden worden verzorgd en branden gedoofd. De bevolking vergeet zijn eigen vetes en vecht eensgezind. Dan begint een stormloop naar de ringmuur en ladders worden geplaatst. Na een hevige strijd trekken de Spanjaarden zich terug en de zeven deugden verzorgen zieken. De volgende dag brengen de Spanjaarden een geschuttoren naar het bastion waar de muur lager is. De verdedigers worden van de wallen gedreven, maar dan lukt het Hannes en Tamme een vat buskruit in de geschuttoren te schieten.
De baljuw en Alexis gaan naar de klokkenhoeve en vertellen over de geheime gang die toegang tot de stad zal geven. Veerle heeft dit echter gehoord en wil de Geuzen waarschuwen. Veerle verleidt de generaal tot een wandeling. Hannes ziet dit en wil tussenbeide komen, maar wordt tegengehouden door Tamme. Veerle slaat de generaal echter neer en rijdt met Witte Weerlicht naar Dostranamus. De magiër heeft een ongeluk gehad tijdens een experiment met een kookpot onder druk, maar kijkt in zijn kristallen bol. Hij stuurt Knullus naar de geheime gang om deze te laten instorten. Hij vertelt ook dat de prins van Oranje in Beekheem op een kasteel verblijft. Als Alexis en de baljuw met de Spanjaarden bij de geheime gang komen, blijkt deze te zijn ingestort. Alexis en de baljuw ontsnappen aan de Spanjaarden.
Veerle brengt de prins van Oranje op de hoogte, maar deze kan hen niet helpen. Zijn leger strijdt in Holland, hij beschikt enkel over een handvol Duitse huurlingen en een voorraad buskruit. Veerle zegt de prins dat ze een plan heeft en gaat terug naar de generaal. Ze vertelt gesprekken van de geuzen afgeluisterd te hebben, de prins van Oranje zendt een konvooi naar de stad. Hannes en Tamme zien het konvooi, maar dan vallen Spaanse piekeniers aan. Veerle heeft de leiding over de piekeniers en de huurlingen laten het konvooi in de steek. Witte Weerlicht struikelt en Veerle raakt bewusteloos. Tamme en Hannes halen haar en brengen haar naar het raadhuis. De geuzen willen Veerle doden, maar Hannes zegt dat ze recht heeft op een eerlijk verhoor en vonnis.
Veerle vertelt wat er is gebeurd, het was juist opzet dat het konvooi in handen van de Spanjaarden viel. Elk vat buskruit bevat een buisje met slaghoedje, dit is gevuld met bijtend zuur. De vaten zullen ontploffen en het kamp van de Spanjaarden zal vernietigd worden. In het kamp van de Spanjaarden ontploffen vaten buskruit en het leger trekt zich terug. De bevolking van Schalkendael viert feest en Hannes en Veerle gaan samen naar een stal. Daar worden ze gestoord door de zeven deugden, die vertellen dat er nog zoveel te doen is. Dan verschijnt de Hoop, ze haalt de zeven deugden terug. Ze vertelt dat ze steeds daar zal zijn, waar ellende de mens bedreigt. Hannes en Veerle worden in triomf naar de klokkenhoeve gedragen. Carolus vertelt dat Hannes in het vervolg welkom zal zijn en de mannen drinken samen wijn. Carolus vertelt Boelkin dat Hannes om de hand van Veerle heeft gevraagd en hij heeft toestemming gegeven. Ook het eksterpaar is gelukkig in een boom in de vallei.
De zeven jagers ·
De ekster op de galg ·
Flodderbes, de heks ·
De rattenvanger ·
Soetkin, de waanzinnige ·
Onheil boven Damme ·
Strijd om slot Loevestein ·
Verraad in Duindijke ·
De nacht van de satanszoon ·
De wildeman van Gaasbeek